# 熊翁博
熊翁 博（くまおう ひろし、1965年10月2日 - 1997年10月6日）は、埼玉県熊谷市出身で高砂部屋に所属した元大相撲力士。本名は佐藤 洋之（さとう ひろゆき）。得意手は押し、諸差し、寄り。身長176cm、体重118kg。最高位は東十両5枚目（1990年11月場所）、血液型はB型。

## 人物
溶接工の長男で、小学5年生から6年生の間は地元のソフトボールチームに所属して投手兼主将を務めた。熊谷市立別府中学校ではバレーボール部に所属し、3年次には陸上競技にも打ち込んだが、自身は高見山のファンで力士を志願しており、高砂（元横綱・朝潮）にも直接入門志願の手紙を出していた。高砂に部屋の見学に招待されて赴いた後に入門を決意し、中学卒業と同時に高砂部屋に入門。1981年3月場所に初土俵を踏んだ。当初は体重が80kg台しかなかったが、連日の稽古で諸差しからの速攻相撲を磨き、小兵を補っていた。当初は本名をそのまま四股名としていたが、1983年3月場所から高見洋の四股名を名乗り、1987年3月場所以降熊翁の四股名を名乗った。熊翁を名乗って間もない時期は三段目に2回陥落するなど苦労していたが、1988年9月場所で幕下優勝。その後2場所連続で負け越して幕下下位からの出直しを余儀なくされたものの、1990年3月場所に十両に昇進した。同場所同時に十両に昇進した力士は、後に横綱となる曙と若花田（後の若乃花）である。同場所は5勝10敗と負け越して幕下に陥落したが、2場所で十両に復帰、以降も十両の中位でコンスタントな成績を修めていた。諸差しが得意であったが、前に出る押し相撲も得意としていた。また、歌舞伎役者のようなきりっとした顔と、上述のような小兵とは思えない取り口で、女性からの人気も高かった。1991年3月場所に左眼球を負傷し途中休場して、翌場所以降も無理をして出場し十両の座を維持していたが1993年5月場所で幕下に陥落して以降、関取に在位することは無く、1994年3月場所を途中休場し、同場所を最後に廃業した。
廃業後、兄弟子の奄美富士が経営するちゃんこ料理店で修行し、翌1995年から故郷・熊谷市に「相撲茶屋 熊翁」を開店した。店の経営が軌道に乗り出した矢先の1997年10月6日に交通事故により32歳の若さで急死した。ちゃんこ店は熊翁の没後、長く熊翁の付け人を務めていた元幕下・火の竜が引き継ぎ2020年2月まで営業を続けた。

## 主な戦績
- 生涯成績：328勝328敗10休 勝率.500
- 十両成績：98勝125敗2休 勝率.439
- 現役在位：79場所
- 十両在位：15場所
- 各段優勝
  - 幕下優勝：1回（1988年9月場所）

### 場所別成績
| | 一月場所 初場所（東京） | 三月場所 春場所（大阪） | 五月場所 夏場所（東京） | 七月場所 名古屋場所（愛知） | 九月場所 秋場所（東京） | 十一月場所 九州場所（福岡） |
| --- | ----------------------- | ----------------------- | ----------------------- | --------------------------- | ----------------------- | --------------------------- |
| 1981年 （昭和56年） | x                       | （前相撲）              | 東序ノ口24枚目 4–2–1    | 東序二段125枚目 4–3         | 東序二段99枚目 3–4      | 西序二段107枚目 3–4         |
| 1982年 （昭和57年） | 西序二段123枚目 3–4     | 東序ノ口7枚目 4–3       | 西序二段103枚目 5–2     | 東序二段58枚目 3–4          | 東序二段78枚目 5–2      | 西序二段32枚目 5–2          |
| 1983年 （昭和58年） | 西三段目82枚目 2–5      | 東序二段17枚目 3–4      | 西序二段35枚目 5–2      | 西序二段3枚目 1–6           | 西序二段46枚目 3–4      | 東序二段60枚目 5–2          |
| 1984年 （昭和59年） | 東序二段9枚目 5–2       | 東三段目73枚目 6–1      | 西三段目21枚目 2–5      | 東三段目46枚目 4–3          | 西三段目29枚目 2–5      | 東三段目62枚目 5–2          |
| 1985年 （昭和60年） | 東三段目29枚目 1–6      | 西三段目62枚目 6–1      | 東三段目17枚目 2–5      | 西三段目42枚目 6–1          | 西幕下58枚目 2–5        | 西三段目17枚目 4–3          |
| 1986年 （昭和61年） | 東幕下56枚目 4–3        | 西幕下42枚目 0–4–3      | 西三段目17枚目 4–3      | 西三段目筆頭 5–2            | 東幕下34枚目 4–3        | 東幕下26枚目 6–1            |
| 1987年 （昭和62年） | 東幕下10枚目 4–3        | 東幕下8枚目 2–5         | 西幕下26枚目 3–4        | 東幕下36枚目 1–6            | 東三段目10枚目 5–2      | 東幕下43枚目 3–4            |
| 1988年 （昭和63年） | 西幕下55枚目 4–3        | 西幕下41枚目 3–4        | 東幕下50枚目 3–4        | 東三段目5枚目 5–2           | 西幕下45枚目 優勝 7–0   | 西幕下5枚目 2–5             |
| 1989年 （平成元年） | 東幕下17枚目 1–6        | 東幕下45枚目 5–2        | 西幕下26枚目 4–3        | 東幕下19枚目 4–3            | 東幕下12枚目 4–3        | 東幕下6枚目 4–3             |
| 1990年 （平成2年） | 東幕下5枚目 6–1         | 西十両11枚目 5–10       | 西幕下4枚目 4–3         | 東幕下2枚目 5–2             | 西十両12枚目 9–6        | 東十両5枚目 5–10            |
| 1991年 （平成3年） | 東十両12枚目 8–7        | 東十両9枚目 6–7–2       | 西十両11枚目 8–7        | 西十両7枚目 6–9             | 西十両8枚目 6–9         | 東十両12枚目 5–10           |
| 1992年 （平成4年） | 西幕下4枚目 4–3         | 西幕下筆頭 5–2          | 西十両11枚目 9–6        | 西十両5枚目 7–8             | 西十両6枚目 8–7         | 東十両6枚目 6–9             |
| 1993年 （平成5年） | 東十両9枚目 6–9         | 東十両12枚目 4–11       | 東幕下8枚目 3–4         | 東幕下13枚目 2–5            | 東幕下29枚目 4–3        | 東幕下21枚目 4–3            |
| 1994年 （平成6年） | 東幕下14枚目 2–5        | 西幕下26枚目 引退 1–2–4 | x                       | x                           | x                       | x                           |
| 各欄の数字は、「勝ち-負け-休場」を示す。 優勝 引退 休場 十両 幕下 三賞：敢=敢闘賞、殊=殊勲賞、技=技能賞 その他：★=金星 番付階級：幕内 - 十両 - 幕下 - 三段目 - 序二段 - 序ノ口 幕内序列：横綱 - 大関 - 関脇 - 小結 - 前頭（「#数字」は各位内の序列） |                         |                         |                         |                             |                         |                             |

## 改名歴
- 佐藤 洋之（さとう ひろゆき）1981年3月場所-1983年1月場所
- 高見洋 博（たかみなだ ひろし）1983年3月場所-1987年1月場所
- 熊翁 博（くまおう - ）1987年3月場所-1994年3月場所